# London (Ontario)
 For alternative betydninger, se London (flertydig). (Se også artikler, som begynder med London)
London er en by i provinsen Ontario i Canada. Byen har 422.324 (2021) indbyggere.
London ligger i den sydvestlige del af provinsen Ontario ved sammenløbet af floderne Thames River og North Thames River. Byen ligger ca. 200 km fra både storbyerne Toronto og Detroit.